# Tristes
Pour les articles homonymes, voir Tristia (homonymie).
Les Tristes (en latin Tristia) est un recueil de lettres en distiques élégiaques composé par le poète latin Ovide entre 9 et 12, pendant son exil à Tomis, dans l'actuelle Roumanie. Les cinquante poèmes s'organisent inégalement en cinq livres.

## Histoire du texte
Le poète est exilé par Auguste à Tomis en 8 pour des raisons qui restent incertaines. Dans le recueil, Ovide ne parle que de « carmen et error » (« un poème et une erreur »). L'hypothèse la plus probable est donc que la disgrâce se serait abattue sur le poète en deux temps : d'abord, L'Art d'aimer, paru entre 1 av. J.-C. et 2 apr. J.-C., aurait provoqué la colère d'Auguste par son côté immoral ; ensuite, un second événement aurait décidé le prince à signer l'arrêt d'exil. Cette cause immédiate de la disgrâce est minorée par le poète : « la moitié de ma faute est involontaire. » Plusieurs hypothèses existent, parmi lesquelles une faute de nature politique.
Les Tristes initient une série de « poésie d'exil » à laquelle appartiennent également l’Ibis, libelle contemporain des Tristes, et les Pontiques (entre 12 et 16), nouveau recueil de lettres en vers à ses amis. Avec les Tristes, Ovide crée un motif, celui de la littérature d'exil. Malgré le précédent de certaines des Epistulae ad familiares de Cicéron en exil, la réflexion sur l'éloignement, la tension entre la patrie et la terre d'exil, la solitude, constituent des motifs inédits.

## Une poésie de l'exil

### Les Gètes
Ovide brosse un portrait effrayant des Gètes, cruels et sauvages, près desquels il vit : « Des peaux, des braies grossièrement cousues, les garantissent mal du froid ; leur visage est la seule partie du corps à découvert. Souvent on entend résonner, en se choquant, les glaçons qui hérissent leur chevelure ; souvent on voit luire dans leur barbe le givre argenté. » Le pays lui-même est très hostile : froid, « haïssable », menacé par les barbares. Ces descriptions s'opposent au portrait de Rome, la ville civilisée au climat tempéré.
Cette image très négative de Tomis ne correspond sans doute pas totalement à la réalité : un substrat de culture et de langue grecques devait survivre, et les attaques des Gètes étaient somme toute sporadiques. Ovide exploite donc l'ignorance de ses lecteurs romains : il exagère la rudesse de ses conditions de vie pour les impressionner. Il s'attarde longuement sur les souffrances qu'il endure. Elles sont d'abord physiques : il est constamment malade, il a la fièvre. Rongé par la crainte et la solitude, il craint d'avoir perdu l'inspiration : « Le malheur a épuisé mon génie [...] : [ma veine] s'est tarie, faute d'exercice, et a péri desséchée par suite d'une longue inaction. »
Ovide "apprend à plus de cinquante ans le dialecte gète, le dialecte sarmate [...] pour se refaire un public vivant, lui qui n'a plus de contact avec le public romain". Il évoquera dans les Pontiques ses poèmes en langue gète ainsi que ses relations avec le peuple qui l'a accueilli durant ses années d'exil.

### Rome
Ovide tente alors de rejoindre Rome en imagination : il décrit un triomphe comme s'il y avait assisté. Il se revoit en présence de sa femme, restée à Rome, mais ces brefs instants de joie ne font qu'accentuer le sentiment de solitude. L'exil inverse les rôles : à Tomis, c'est Ovide le barbare, son statut de poète ne signifie rien, son latin n'est pas compris. Il n'a personne à qui parler : son latin se corrompt, se mêle de mots gètes. L'exil aboutit finalement à son incapacité à composer des vers.
Les destinataires de ses lettres inspirent à Ovide des sentiments contradictoires : il a confiance en sa femme restée à Rome, et l'appelle à lui rester dévouée ; il supplie ses amis d'intercéder pour lui et les accuse violemment de l'avoir oublié. L'exil provoque chez Ovide une nervosité et une confusion de sentiments inédites.
Auguste, responsable de l'exil d'Ovide, est un personnage important du recueil : le livre II n'est ainsi constitué que d'une longue élégie adressée au prince et l'appelant, comme de nombreux autres passages, à reconsidérer son arrêt d'exil. L'éloge du prince touche souvent à l'obséquiosité, mais la réalité conduit le poète à mettre en doute certains aspects de la propagande augustéenne : la paix d'Auguste n'atteint pas le monde entier, puisque Tomis est encore l'objet d'attaques barbares, et la clémence du prince n'a pas encore touché Ovide. Le poète défend avec ardeur L'Art d'aimer, qui apparaît ainsi comme une des causes de son exil.

### La muse
Ovide convoque aussi fréquemment sa muse, avec qui il entretient une relation d'amour et de haine : « peut-être ma Muse désarmera-t-elle la colère qu'elle a provoquée » ; elle est à la fois responsable de son exil à cause de L'Art d'aimer, et sa chance de convaincre Auguste de le rappeler à Rome. 

## Postérité
Dans Les Regrets, Joachim Du Bellay inverse les lieux d'exil : c'est à Rome qu'il souffre d'être loin de sa patrie, lui qui, comme Ovide, se considère comme plus malheureux qu'Ulysse. Ossip Mandelstam publie ses propres Tristes en 1922, où il aborde l'exil politique. Salman Rushdie reprend le deuxième livre des Tristes dans son essai In Good Faith et cherche à son tour à comprendre pourquoi Les Versets sataniques ont subi de telles accusations.

### Éditions en français
- M. Nisard (dir.), Œuvres complètes, Paris, J.-J. Dubochet et Compagnie, 1838 (lire en ligne)
- Jacques André (édition et traduction), Tristes, Les Belles Lettres, coll. « des universités de France », 1968
- Les Tristes, traduit du latin et présenté par Dominique Poirel, Éditions de la Différence, coll. « Orphée », Paris, 1989.

### Études
- (en) Philip Hardie (dir.), The Cambridge Companion to Ovid, Cambridge University Press, 2006